# Paul Joostens
Paul Joostens (Anvers, 18 juin 1889 - 24 mars 1960) est un peintre et dessinateur dadaïste belge. 

## Biographie
Né dans le milieu bourgeois francophone d'Anvers, Paul Joostens veut d'abord être architecte, mais après avoir étudié à l'Académie royale des beaux-arts d'Anvers et au NHISKA, il rejoint l'avant-garde. 
Vers 1916, il peint des œuvres cubistes et à partir de 1919, des collages dadaïstes et des objets abstraits avec des matériaux de récupération dans le style de Kurt Schwitters. Avec les dadaïstes belges (Paul Neuhuys, Willy Koninck), il critique violemment l'ordre établi, quel qu'il soit. En 1922, il publie un texte dada Salopes - le quart d'heure de rage ou Le soleil sans chapeau.
Ses amis sont alors le poète Paul van Ostaijen et les frères Floris et Oscar Jespers. Ensemble, ils fondent De bond zonder gezegeld papier.
Vers 1925, il tourne le dos à l'avant-garde, rompt avec ses amis et se crée un style propre, le « gothique Joosten ». Inspiré par Hans Memling et les Primitifs flamands, il peint de nombreuses madones et des scènes religieuses. Il adhère alors au cercle d'art d'inspiration religieuse De Pelgrim (Le Pèlerin) qui a pour but la promotion de l'art catholique sous toutes ses formes. Cependant, il peint et dessine aussi des jeunes filles sensuelles des quartiers populaires d'Anvers qu'il appelle ses Poezeloezen. Ce thème hantera toute sa vie. Il fait des collages de photographies et écrit des poèmes, journaux intimes et autres textes qui sont en général restés inédits. 
Dans les années 1950, il reprend ses assemblages dadaïstes. Sa nature fougueuse le conduit à un isolement qu'il exprime dans des dessins anthracite sombres. Il meurt miséreux et solitaire. 
Ce n'est qu'en 1976, plus de quinze ans après sa mort, qu'une rétrospective lui est consacrée au Centre culturel international (ICC) d'Anvers.